# Џо Диогварди
Џозеф Џ. Диогварди (енгл. Joseph J. DioGuardi; Њујорк, 20. септембар 1940) је амерички политичар и бивши члан Представничког дома САД из Њујорка. Председник је Албанско-америчког грађанског савеза, албанског лобија који је основао 1989. и који се залаже за независно Косово и Метохију и права Албанаца у Македонији, Црној Гори, Прешевској долини и Чамерији, као и за демократију у Албанији.

## Биографија
Рођен је у Бронксу (Њујорк, САД), у албанској породици. Диогварди се 1957. с родитељима, сестром и братом преселио у округ Вестчестер. Следеће године је завршио средњу школу, а 1962. Универзитет у Фордаму.